# جن کلینه
جَن تی. کلینه‎/ˌdʒæn ˈkliːnə/‎ (به انگلیسی: Jan T. Kleyna) یک پژوهشگر فوق دکترا در مؤسسه ستاره‌شناسی دانشگاه هاوایی است. زمینه مورد علاقه او دینامیک کهکشان است، و بر روی گسترش کدهایی برای زمان-واقعی کشف اجسام متحرک در آسمان همانند قمرهای مشتری کار کرده‌است. او در کشف چندین قمر زحل هم همکاری کرده‌است.